# Yannick Bonheur

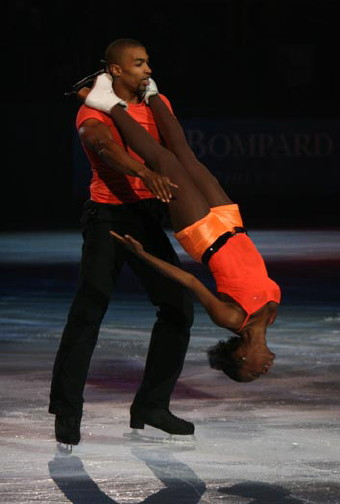
James / Bonheur tijdens het Trofee Bompard Gala 2008

Yannick Bonheur (Ivry-sur-Seine, 18 mei 1982) is een Franse kunstschaatser.
Bonheur is actief in het paarrijden en zijn huidige sportpartner sinds het seizoen 2010/11 is Adeline Canac. Zij worden getraind door Diana Skotnicka, Jean-Rolland Racle en Sergei Zaitsev. In het verleden schaatste hij onder andere met Lucie Stadelman (2002), Marylin Pla (2003-2007) en Vanessa James (2008-2010).

## Persoonlijke records
| records             | punten | datum      | toernooi       |
| ------------------- | ------ | ---------- | -------------- |
| Hoogste totaalscore | 139.76 | 15-11-2003 | Trofee Lalique |
| Hoogste korte kür   | 49.55  | 14-03-2005 | WK             |
| Hoogste lange kür   | 91.80  | 15-11-2003 | Trofee Lalique |

| records             | punten | datum      | toernooi |
| ------------------- | ------ | ---------- | -------- |
| Hoogste totaalscore | 151.28 | 20-01-2010 | EK       |
| Hoogste korte kür   | 55.60  | 23-03-2010 | WK       |
| Hoogste lange kür   | 99.24  | 20-01-2010 | EK       |

| Met Adeline Canac \| records \| punten \| datum \| toernooi \| \| ------------------- \| ------ \| ---------- \| -------- \| \| Hoogste totaalscore \| 125.34 \| 27-01-2011 \| EK \| \| Hoogste korte kür \| 43.92 \| 27-04-2011 \| WK \| \| Hoogste lange kür \| 82.32 \| 27-01-2011 \| EK \| |        |            |          |
| records | punten | datum      | toernooi |
| Hoogste totaalscore | 125.34 | 27-01-2011 | EK       |
| Hoogste korte kür | 43.92  | 27-04-2011 | WK       |
| Hoogste lange kür | 82.32  | 27-01-2011 | EK       |

## Belangrijke resultaten
2001/02 met Lucie Stadelman
2002-2007 met Marylin Pla
2008-2010 met Vanessa James
2010/11 Adeline Canac
| Kampioenschap           | 01/02 | 02/03 | 03/04  | 04/05 | 05/06 | 06/07 | 07/08 | 08/09 | 09/10 | 10/11 |
| ----------------------- | ----- | ----- | ------ | ----- | ----- | ----- | ----- | ----- | ----- | ----- |
| Olympische Spelen       |       |       |        |       | 14e   |       |       |       | 14e   |       |
| Wereldkampioenschap     |       |       | 13e    | 13e   | 14e   |       |       | 12e   | 12e   | 18e   |
| Europees kampioenschap  |       |       | 8e     | 7e    | 6e    | 8e    |       | 10e   | 7e    | 9e    |
| Nationaal kampioenschap | Brons | Brons | Zilver | Goud  | Goud  | Goud  |       |       | Goud  | Goud  |
| WK junioren             |       | 14e   |        |       |       |       |       |       |       |       |